# Comuna Bobota, Sălaj
Bobota este o comună în județul Sălaj, Transilvania, România, formată din satele Bobota (reședința), Derșida și Zalnoc.

## Așezare
Comuna Bobota este situată în zona colinară a Platformei Sălăjene Marginale, în zona de contact a Colinelor Toglaciului cu culoarul Crasnei și Piemontul Sălăjan, având ca vecini la sud-vest comuna Camăr, la sud comunele Sărmășag, Măeriște și Carastelec, la est comuna Chieșd și comunele sătmărene Supur și Săcășeni la nord și Cehal la vest.

## Demografie
Componența etnică a comunei Bobota
     Români (78,68%)
     Romi (15,34%)
     Alte etnii (0,4%)
     Necunoscută (5,59%)
Componența confesională a comunei Bobota
     Ortodocși (86,76%)
     Penticostali (6,07%)
     Alte religii (1,39%)
     Necunoscută (5,78%)
Conform recensământului efectuat în 2021, populația comunei Bobota se ridică la 3.527 de locuitori, în scădere față de recensământul anterior din 2011, când fuseseră înregistrați 3.766 de locuitori. Majoritatea locuitorilor sunt români (78,68%), cu o minoritate de romi (15,34%), iar pentru 5,59% nu se cunoaște apartenența etnică. Din punct de vedere confesional, majoritatea locuitorilor sunt ortodocși (86,76%), cu o minoritate de penticostali (6,07%), iar pentru 5,78% nu se cunoaște apartenența confesională.

## Politică și administrație
Comuna Bobota este administrată de un primar și un consiliu local compus din 13 consilieri. Primarul, Mugurel Moraviț[*], de la Partidul Național Liberal, este în funcție din 1 noiembrie 2024. Începând cu alegerile locale din 2024, consiliul local are următoarea componență pe partide politice:
|  | Partid                          | Consilieri | Componența Consiliului | Componența Consiliului | Componența Consiliului | Componența Consiliului |
|  | ------------------------------- | ---------- | ---------------------- | ---------------------- | ---------------------- | ---------------------- |
|  | Partidul Social Democrat        | 4          |                        |                        |                        |                        |
|  | Partidul Național Liberal       | 4          |                        |                        |                        |                        |
|  | Uniunea Salvați România         | 3          |                        |                        |                        |                        |
|  | Alianța pentru Unirea Românilor | 1          |                        |                        |                        |                        |
|  | Partidul PRO România            | 1          |                        |                        |                        |                        |

## Scurt istoric
Atestările documentare menționează existența omului aici încă din cele mai vechi timpuri, astfel, satul Bobota este atestat documentar în anul 1213 sub denumirea de villa Babud, Derșida în anul 1349 și Zalnoc, sat cu o importanță istorică deosebită între secolele XIII-XVI, amintit pentru prima oară în anul 1205 sub denumirea de Zunuchy.
Aproape de localitate era Cetatea Zanok, aparținând grofilor Zanuchi, de unde provine și numele satului. În Cetate era oficiul salinar care aproviziona întreaga Ungarie cu sare. Cea mai mare parte a cetățenilor sunt de părere că Zalnoc era capitala comitatului Solnoc, aici păstrându-se urme arheologice vizibile , circumvalații asemănătoare cu cele ale castrului Dăbâca, descoperindu-se și un puț vertical și o ramificație verticală a acestuia.

## Economie
Economia comunei este una predominant agricolă, bazată pe cultura plantelor și creșterea animalelor.
Resursele naturale de care comuna dispune și care pot fi valorificate sunt: cărbulele, argila, nisipul aluvionar, apa minerală feruginoasă, sulfurată și bicarbonată.
Apa minerală a fost valorificată în cadrul băilor din satul Zalnoc, astăzi acestea aflându-se în stare avansată de degradare.

## Atracții turistice

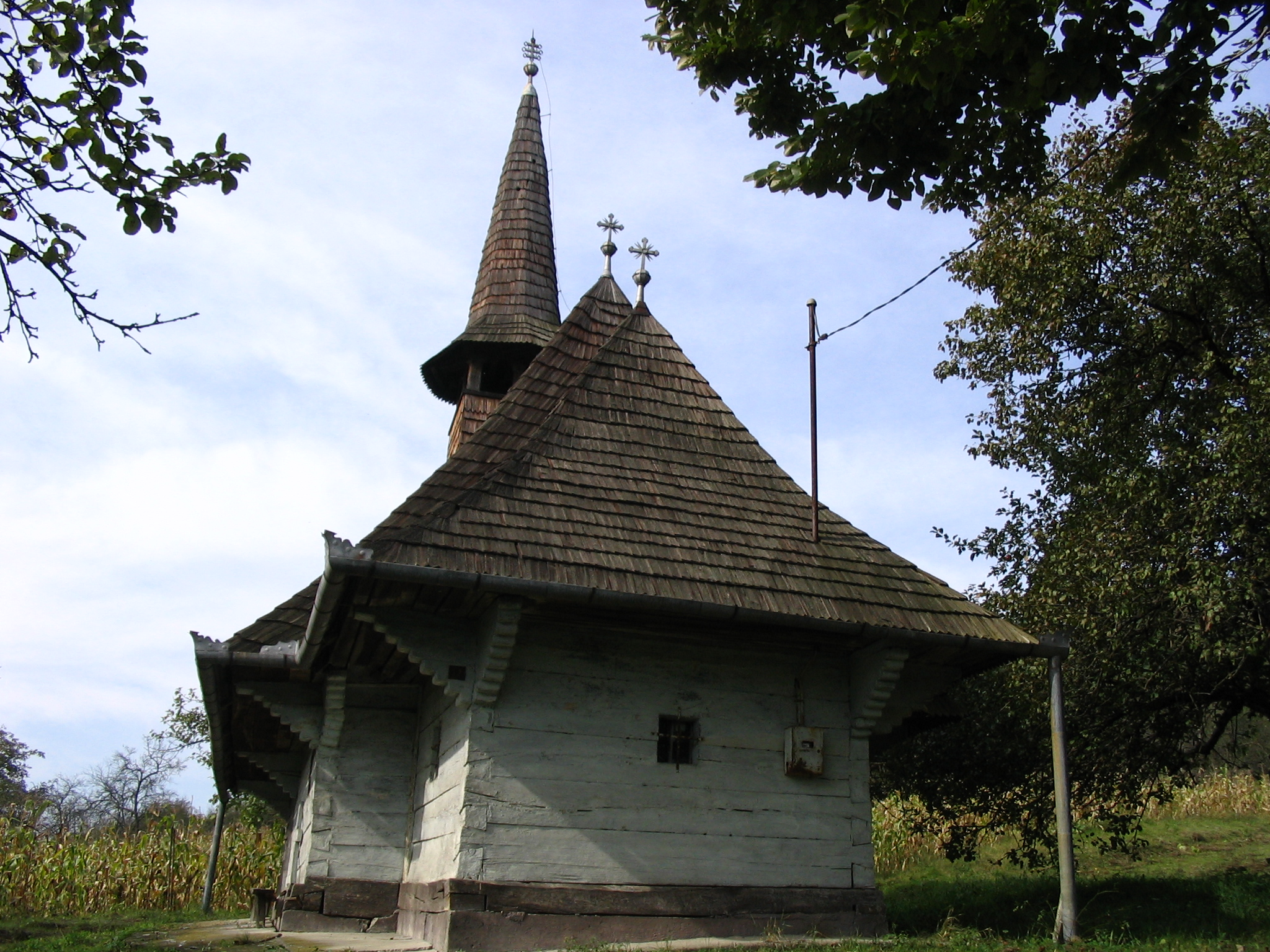
Biserica de lemn din satul Zalnoc

- Biserica de lemn "Sfinții Arhangheli Mihail și Gavriil" din Derșida, construcție secolul al XVIII-lea, monument istoric
- Biserica de lemn din Zalnoc, construită în anul 1700, monument istoric
- Casa memorială "Corneliu Coposu", satul Bobota
- Cimitirul Eroilor din satul Bobota
- Centrul cultural "Șincai-Coposu", Bobota, inaugurat la 22 noiembrie 1998.[7]
- Fântâna lui Șincai, Bobota
- Izvorul sulfuros de la Zalnoc
- Izvorul sulfuros, izvoarele feruginoase de la Bobota.[7]
- Situl arheologic de la Bobota

## Personalități născute aici
- Alexandru Bologa (n. 1995), judoka paralimpic⁠(d).